# Jack Armstrong (serial cinematografico)
Jack Armstrong è un serial del 1947 diretto da Wallace Fox.

## Trama

### Episodi
1. Mystery of the Cosmic Ray
2. The Far World
3. Island of Deception
4. Into the Chasm
5. The Space Ship
6. Tunnels of Treachery
7. Cavern of Chance
8. The Secret Room
9. Human Targets
10. Battle of the Warriors
11. Cosmic Annihilator
12. The Grotto of Greed
13. Wheels of Fate
14. Journey into Space
15. Retribution

## Produzione
Il film fu prodotto dalla Columbia Pictures Corporation.

## Distribuzione
Distribuito dalla Columbia Pictures, uscì nelle sale cinematografiche USA il 6 febbraio 1947.